# میخاو شفچیک
میخاو شِفچیک (انگلیسی: Michał Szewczyk؛ ۲۹ ژوئیه ۱۹۳۴ – ۸ فوریهٔ ۲۰۲۱) بازیگر اهل لهستان بود.
از فیلم‌ها یا برنامه‌های تلویزیونی که وی در آن نقش داشته‌است، می‌توان به جادوگر جوان، مادر پادشاهان، پنج، حقیقت، وداع ناممکن، قماری بالاتر از زندگی، لهستان بازسازی‌شده، طایفه، در خیابان سپولنی، در خوشی و سختی، پزشکان، روز کوتاه کاری و اروییکا اشاره کرد.
وی همچنین برندهٔ جوایزی همچون نشان چهلمین سالگرد خلق لهستان شده‌است.